# Евангелион
«Евангелион» (яп. 新世紀エヴァンゲリオン Синсэйки Эвангэрион, букв. «Евангелие нового столетия», международное название — Neon Genesis Evangelion), или сокращённо «Ева», — культовый аниме-сериал в жанре «меха», снятый режиссёром Хидэаки Анно на студии Gainax и выходивший с 4 октября 1995 по 27 марта 1996 года. Сценарий написан шестью сценаристами. Сопродюсерами сериала выступили TV Tokyo и Nihon Ad Systems (NAS).

Впоследствии выходило множество произведений по мотивам франшизы, таких как аниме, игры и манга.
Одноимённая манга «Евангелион» за авторством Ёсиюки Садамото была изначально придумана для создания интереса к франшизе перед выпуском аниме-сериала. Манга начала публиковаться с 1 февраля 1995 года и была завершена лишь в июне 2013 года. Ёсиюки Садамото также являлся дизайнером персонажей аниме-сериала. По его словам, команда проекта предоставила ему доступ к раскадровкам сериала и не вмешивалась в процесс создания манги, а он не консультировался с ними.
Аниме и манга повествуют о борьбе организации Nerv с таинственными созданиями — «Ангелами», по неизвестным причинам нападающими на человечество. С целью защиты от вторжения Ангелов используются биороботы «Евангелионы», разработанные предшественницей Nerv — Gehirn. Управлять этими роботами могут только некоторые 14-летние подростки, именуемые «Детьми» или «Дитя», когда речь идёт об отдельном пилоте. При этом аниме и манга имеют некоторые расхождения в сюжете. Так, например, в манге появляется лишь 12 Ангелов вместо 17 в сериале, и в первом бою, в отличие от аниме, участвует Рей Аянами на Евангелионе-01.
После выхода сериал получил ряд наград. Также обрели популярность и его отдельные элементы. Так, Синдзи Икари и Рей Аянами занимали первые места гран-при журнала Animage в номинациях на самых популярных мужского и женского персонажей соответственно и в 2010 году были признаны журналом Newtype самыми популярными мужским и женским аниме-персонажами 90-х. Открывающая тема сериала A Cruel Angel’s Thesis стала хитом. К 2007 году вышло до 6 тысяч разновидностей сопутствующих сериалу товаров, а выручка студии за счёт этого сериала составляла более 150 миллиардов иен (около 1,2 миллиардов долларов США). Различная сувенирная продукция, связанная с сериалом, выпускается до сих пор. Так, например, выпускалась серия фигурок Ангелы-XX, связанная с образом Рей Аянами и Ангелов.

## Сюжет
По сюжету аниме и манги, в 2000 году организация Seele организовала экспедицию в Антарктиду, возглавляемую доктором Кацураги. Эта экспедиция нашла в Антарктиде существо, названное впоследствии Первым Ангелом, Адамом. В результате эксперимента, проводимого над ним в соответствии с планами Seele, произошёл катаклизм, названный «Вторым Ударом». Истинная причина катаклизма была скрыта от общественности. По официальной версии виной был метеорит, врезавшийся в Антарктиду на околосветовой скорости. В результате катаклизма планета изменила наклон своей оси, что привело к глобальным изменениям климата и вечному лету в Японии. Значительная часть суши ушла под воду. Половина человечества была уничтожена, оставшаяся погрузилась в войны. Первый год после Второго Удара стал адом, который нельзя описать словами. Также погибла вся экспедиция доктора Кацураги за исключением Гэндо Икари, покинувшего Антарктиду незадолго до катастрофы, и дочери доктора Кацураги, Мисато, которую её отец спас ценой собственной жизни. После Второго Удара был организован институт Gehirn, занимающийся дальнейшим продвижением планов Seele, а также разработкой боевых биороботов, Евангелионов, необходимых, чтобы противостоять Ангелам. После самоубийства ведущего учёного института, Наоко Акаги, Gehirn был преобразован в институт Nerv. Вместе с этими двумя организациями был создан институт Marduk, в чьи обязанности входил поиск по всему миру кандидатов в пилоты Евангелионов.
События сериала начинаются в 2015 году. К этому моменту человечество справилось с войнами, на полках магазинов вновь появились товары, но с каждым годом рождается всё меньше детей. Токио уничтожен, а столица перенесена в Токио-2. Под прикрытием «переезда столицы» создан город-крепость Токио-3. В этой обстановке главный герой сериала Синдзи Икари вызван в Токио-3 своим отцом, Гэндо Икари, что должно стать их первой встречей за последние три года. Одновременно с этим, впервые за последние пятнадцать лет, Токио-3 атакуется Ангелом, против которого бессильны военные. По прибытии Синдзи в Nerv выясняется, что Гэндо является главой Nerv и вызвал Синдзи только затем, чтобы тот стал пилотом Евангелиона. Так как Ангел уже вторгся в Токио-3, Синдзи предлагается незамедлительно вступить в бой, несмотря на полное отсутствие у него навыков. При этом Nerv исходит из того, что, хотя шансы Синдзи невысоки, требуется хоть кто-то на место пилота. Гэндо легко принимает отказ Синдзи и собирается заменить его тяжело раненой Рей Аянами. Видя её состояние, Синдзи соглашается занять место пилота и сразу же достигает 41,3 % синхронизации с Евангелионом, чем вызывает удивление Рицуко Акаги, ведущего учёного-специалиста Nerv. Однако его навыков не хватает даже на то, чтобы удержать Евангелион на ногах, и Ангел с лёгкостью пробивает Евангелиону голову. После этого Евангелион переходит в состояние берсерка и побеждает Ангела. На месте пилота Синдзи вместе с двумя другими пилотами — Рей и Аской — борется с Ангелами.
Начав свою жизнь в Токио-3, Синдзи заводит двух новых друзей — Кенске Аиду и Тодзи Судзухару. Впоследствии Тодзи становится четвёртым Дитя. Однако при тестировании его Евангелиона и он, и его пилот оказываются захвачены Ангелом. Несмотря на риск для жизни Тодзи, Гэндо посылает Евангелион Синдзи против Ангела и, так как Синдзи отказывается сражаться против пилота, не подозревая, что это Тодзи передаёт управление роботом псевдопилоту, это лишь усиливает ненависть Синдзи к отцу. Способности Синдзи быстро развиваются и вскоре превосходят способности остальных пилотов. Это вызывает ненависть и безумие Аски, до появления Синдзи бывшей лучшим пилотом. Рей же гибнет на глазах Синдзи, хотя позднее и воскресает в одном из своих запасных тел. Ближе к концу появляется пятое Дитя Каору Нагиса, которое быстро становится другом Синдзи. Но он оказывается Ангелом, и Синдзи вынужден его убить. Хотя Каору был врагом и сам желал смерти, чувство вины за смерть друга вызывает глубокие страдания Синдзи.
Одновременно с этим постепенно раскрываются тайны Nerv и истинные цели этой организации и стоящего за ней Seele. Как выясняется, параллельно с официальной целью защиты от Ангелов, Nerv также занят реализацией Проекта Комплементации (Содействия). Согласно идее этого проекта, люди утратили некую свою часть. Комплементация же позволит им вернуться к началу, к некой матери, утерянной в этом мире. Все души сольются в одну и достигнут таким образом вечного покоя. Последние две серии сериала посвящены финалу этого проекта — слиянию всех душ в одну. В ходе этого слияния герои анализируют себя и других. На том основании, что у авторов нет времени показать весь процесс, акцент делается на анализе Синдзи, и в ходе Комплементации Синдзи в конечном итоге избавляется от ненависти к себе.
Позднее серии с двадцать первой по двадцать четвёртую были частично изменены и частично дополнены новыми сценами. Новой концовкой для изменённой версии сериала стал полнометражный фильм The End of Evangelion. Анализ героев в нём был сведён к минимуму, и большая часть времени была посвящена событиям реального мира, сопутствующим осуществлению проекта Комплементации. Так, первая часть фильма посвящена штурму Nerv, организованному Seele после того, как Гэндо пошёл против них. Также изменено описание проекта Комплементации. Продвигающая его организация Seele определяет проект как «единение в смерти». Кроме этого, присутствует сцена возврата Синдзи в реальный мир. Некоторые изменения внесли в сюжет и новые сцены, добавленные в сериал. Хотя они и дополняют сюжет, но не всегда чётко с ним состыковываются. Так, например, согласно этим эпизодам, Каору узнаёт заранее, что Адам находится внутри Гэндо. Однако, согласно основной сюжетной линии, Каору не знает об истинном положении Адама и удивлён, обнаружив вместо него Лилит, Второго Ангела.

## Персонажи
Одним из главных героев сериала является Третье Дитя, пилот Евангелиона-01, Синдзи Икари. Он необщителен, практически не имеет друзей и сомневается в ценности своей жизни. Так как он отвергнут отцом, считает себя ненужным никому. К происходящему вокруг него зачастую относится с полным безразличием, даже если его бьют или ругают. Тем не менее, несмотря на своё отношение к себе и окружающему его миру, он всё же не способен на самоубийство. Несмотря на то, что Синдзи является прирождённым пилотом, он абсолютно не интересуется своей работой и периодически пытается оставить место пилота.
Схожим характером обладает одна из главных героинь сериала — Первое Дитя, Рей Аянами. Она редко проявляет свои эмоции и среди одноклассников считается нелюдимой. Тем не менее, несмотря на это и на то, что первые попытки Синдзи сблизиться с нею успехом не увенчались, впоследствии Синдзи смог добиться более тёплого отношения к себе с её стороны. Рей сохраняет спокойствие практически в любой ситуации и с полным безразличием относится к любым попыткам завязать с ней ссору, хотя в принципе её можно вывести из равновесия. В отличие от Синдзи — всегда готова сама вызваться на ту или иную операцию. Как поясняет она сама, она пилотирует Еву, потому что у неё больше ничего нет.
Другая главная героиня, Второе Дитя, Аска Лэнгли Сорью в отличие от Синдзи и Рей обладает вспыльчивым характером, периодически грубит окружающим и ведёт себя отталкивающе. Она стремится быть лидером среди пилотов, однако плохо работает в команде. Так, например, она может, игнорируя советы Рей, водить пилотов кругами по Геофронту. Несмотря на то, что при желании Аска может быть достаточно коммуникабельной, друзей практически не имеет. Как и для Рей, пилотирование Евангелиона для неё — важная часть жизни. Фактически пилотирование является для неё смыслом существования, и, утратив возможность быть пилотом, она в итоге сходит с ума.
Опекуном Синдзи, а позднее и Аски, становится капитан Nerv, Мисато Кацураги. Она общительна, жизнерадостна, легко находит общий язык с другими людьми, но тем не менее ограничивается лишь поверхностными контактами. В повседневной жизни она ведёт себя по-детски, ленива и абсолютно не следит за порядком в своей квартире. Несмотря на это, в боевых условиях всегда собрана. Работа в Nerv для неё — способ отомстить Ангелам за своего отца, погибшего во время Второго Удара — катастрофы, причиной которой послужил первый Ангел, Адам. С целью победы над Ангелами она может предлагать абсурдные планы с мизерными шансами на успех, однако в итоге они приводят Nerv к победе.

## История создания
В 1992 году Gainax начал работать над сиквелом «Королевского десанта» под названием Aoki Uru. По задумке авторов, события аниме должны были разворачиваться через пятьдесят лет после предыдущего произведения. Таким образом, можно было бы избежать возвращения старых персонажей. История данного аниме должна была повествовать об участвующих в сражениях пилотах. Однако у студии не нашлось достаточно финансов на реализацию этой идеи, и проект был заморожен.

Вместо Aoki Uru студия взялась за создание «Евангелиона», ставшего продуктом четырёхгодичной депрессии автора Хидэаки Анно и попыткой изменить не менявшиеся десятилетиями шаблоны меха-аниме, ведущие индустрию в тупик. Одной из ключевых тем ранее замороженного «Aoki Uru» был принцип «не убегать!». Главный персонаж замороженного проекта должен был столкнуться с пугающей задачей спасти похищенную героиню. И хотя он бежал от чего-то в своём прошлом, однако теперь он решает идти до конца. Те же темы легли в основу созданного позднее «Евангелиона». Вместе с этим в новый сериал была внесена христианская символика — по словам второго режиссёра Кадзуи Цурумаки, потому что она придавала сериалу загадочности, выглядела круто и выделяла аниме из общей массы. Так же, по словам гендиректора Gainax Ясухиро Такэды, имя боевых роботов-Евангелионов было выбрано из-за замысловатого звучания. Главный же герой, Синдзи Икари, стал отражением самого Анно. Впрочем, Анно признаёт, что его, в отличие от Синдзи, не бросал отец.
Впервые история увидела свет в виде манги «Евангелион», начавшей публиковаться в журнале Shonen Ace в феврале 1995 года и завершённой в 2013 году. Согласно ей, прибывший в Токио-3 Синдзи застаёт бой с Ангелом, в котором участвует Рей, после чего сам присоединяется к организации Nerv, в задачи которой входит уничтожение всех двенадцати Ангелов.

Вслед за выходом манги в Итако состоялся предварительный показ черновых вариантов первых двух эпизодов сериала. Спустя три месяца после предварительного показа, третьего декабря 1995 года, вышел и сам сериал, чей сюжет разошёлся с мангой в деталях. Так, например, число Ангелов увеличилось до 17-ти, и Рей более не участвовала в первом бою. Над сценарием данного сериала работало в общей сложности шесть сценаристов, включая Хидэаки Анно, и сценарии лишь шести серий были написаны одним человеком. При этом в создании сценария к одной из этих серий — четвёртой, — Анно участия не принимал. Число сценаристов, работавших над сценариями прочих серий, составляло от двух до трёх человек. На роль главных персонажей были выбраны одни из самых популярных на момент выхода сериала сэйю. Сэйю Синдзи Икари, Мэгуми Огата, занимала в 1995 году первое место в гран-при журнала Animage. Сэйю Рей Аянами, Мэгуми Хаясибара — второе. Сэйю Мисато Кацураги, Котоно Мицуиси — пятое. Исключением является сэйю Аски Лэнгли Сорью, Юко Миямура, на момент выхода сериала в это гран-при не входившая.
Сериал начался как стандартное аниме про роботов, концентрирующееся на том, как четыре замкнутых в себе человека пытаются наладить контакты с окружающими. Благодаря качественной графике, необычной для аниме детализации произведения и достаточно точной передаче общественных проблем той эпохи, к январю 1996 года сериал заслужил славу величайшего шедевра со времён Mobile Suit Gundam. Однако в шестнадцатой серии он резко переменился. С каждым эпизодом стали расти проблемы персонажей с общением и выпадающие на их долю боль и смерть. С возрастающей скоростью стали появляться новые загадки, а, казалось бы, объяснённые ранее старые были поставлены с ног на голову. История же перестала следовать стандартному для аниме пути, ведущему к счастливому концу. Всё это вызвало недовольство среди фанатов, неспособных выдержать истории о страдающих персонажах. Шок вызвали и последние два эпизода, отбросившие все предшествующие загадки и сконцентрировавшиеся на психологии главного героя Синдзи. Они вызвали среди фанатов как положительные, так и отрицательные отзывы. Как позднее объяснил Анно, наблюдая популярность аниме, он заметил лежащий в её основе аутизм зрителей. Поэтому в районе 16-го эпизода он решил полностью изменить концепцию сериала. С его точки зрения, в данном случае он повторил путь Хаяо Миядзаки и Мамору Осии, которые, так же, как и он, отказались от создания стандартных для аниме произведений.
Видя успех сериала, осенью 1996 года студия анонсировала фильмы, которые должны стать «Компиляцией» (яп. 総集編) и «Ещё одной заключительной серией» (яп. もうひとつの完結編). И весной и летом 1997 года, соответственно, были показаны Death and Rebirth и «Конец Евангелиона». Сценарий «Death» был написан совместно Анно и Акио Сацукавой, сценарии «Rebirth» и «Конца Евангелиона» же — целиком были написаны Анно. В промежутке между анонсом фильмов и их появлением вышел альбом Neon Genesis Evangelion Addition, содержащий, в частности, трек «Shuukyoku no Tsudzuki». В этом треке обыгрывалась популярность сериала — герои обсуждали, как им сделать продолжение «Евы» в связи с популярностью сериала. Хотя трек и имел шуточный характер, возвращённый в нём и принимающий активное участие в обсуждении Каору появился вновь и в «Конце Евангелиона».
Хироюки Ямага сказал, что много денег с «Евангелиона» получила King Records. По утверждению бумажных источников, за период с августа 1995 года по июль 1997 года, Gainax заработал более двух миллиардов иен на показе сериала и полнометражных фильмов. Однако, за счёт раздутых затрат на производство, чистая прибыль составила лишь примерно полмиллиарда иен. В 1998 году студии было предъявлено обвинение, согласно которому Gainax утаил полтора миллиарда иен дохода и соответственно, налогов с этой суммы, в объёме 560 миллионов иен. Представители Gainax от комментариев воздержались. В 1999 году расследование привело к аресту директора Такэдзи Савамуры по обвинению в сокрытии доходов студии за 1996—1997 год. По схожим обвинениям был арестован и бухгалтер Ёсикацу Ивасаки. По утверждению обвинителей, дабы сокрыть свои доходы, студия платила другим компаниям по фиктивным контрактам. В дальнейшем эти компании возвращали уплаченные им суммы, за вычетом платы за проведение фиктивной сделки. Как утверждает один из основателей Gainax, Ясухиро Такэда, данная финансовая махинация была идеей Савамуры. До выхода сериала студия постоянно испытывала финансовые проблемы и, с точки зрения Такэды, Савамура нарушил закон потому, что, когда успех «Евангелиона» пройдёт, сотрудники могли опять лишиться заработка.
В дальнейшем было выпущено множество произведений, опирающихся на сюжет сериала, таких как игры и манга по этим играм, а также сериал Petit Eva и серия из четырёх фильмов Rebuild of Evangelion. Их сюжет в той или иной мере расходится с сериалом. Так, например, в них может появиться Каору, добавиться новый персонаж или измениться характер существующих. Помимо этого, в мае 2003 года американской компанией ADV Films, было анонсировано производство художественного фильма по мотивам «Евангелиона». Предполагалось производство с участием ADV Films, Gainax и Weta Workshop Ltd.. Однако данный фильм так и не увидел свет.
В России сериал был издан в 2005 году компанией МС Entertainment на 6 DVD под названием «EVANGELION. Director’s Cut Platinum Edition», или «ЕВАНГЕЛИОН. Весть первая—шестая» с ремастированным видеорядом и увеличенным хронометражем.

### Музыка
Музыкой, сопровождающей начальную заставку, стала песня «A Cruel Angel’s Thesis». Слова для неё были написаны Нэко Оикавой, музыку же сочинил Хидэтоси Сато. В отличие от «A Cruel Angel’s Thesis», написанной специально для сериала, финальной темой была выбрана песня «Fly Me to the Moon», созданная Бартом Ховардом задолго до выхода «Евангелиона», в 1954 году. Композитором для остальной музыки сериала стал Сиро Сагису.

После выхода сериала его вступительная песня стала хитом. И параллельно выпуску сериала, 25 октября 1995 года, были представлены два альбома, посвящённые этой песне — A Cruel Angel’s Thesis и A Cruel Angel’s Thesis/Fly Me To The Moon. Первый из них включал начальную песню сериала, второй содержал в себе и финальную. Спустя два месяца после этого, 16 декабря, вышел первый из трёх альбомов Neon Genesis Evangelion, содержащих в себе музыкальные композиции сериала. Последний, третий альбом вышел вскоре после завершения сериала, 22 мая 1996 года. В дальнейшем было выпущено множество альбомов, посвящённых как сериалу, так и полнометражным фильмам по его мотивам.

### Сюжет
В ранних планах Gainax, описанных, в частности, в артбуке «Neon Genesis Evangelion Newtype 100 % Collection», сюжет сериала достаточно близок к нынешнему вначале, но серьёзно расходится после 19-й серии. Согласно этому плану, число Ангелов должно было быть равно 28-и. Первого Ангела, с которым приходится вести сражение, зовут Разиэль (яп. ラジエル Радзиэру), и сражение с ним ведёт Рей на Евангелионе-00. Как и в манге, она временно сдерживает Ангела, но продолжать бой приходится Синдзи. Также, в отличие от сериала, в четвёртой серии у Синдзи день рождения, однако у Гэндо не находится слов, чтобы его поздравить. В 20-й серии должна была появиться Ева-05. Под ментальную же атаку должен был попасть Синдзи во время подводного боя. Человекоподобный же Ангел, в отличие от 17-го Ангела сериала, Каору Нагисы, не являлся последним, хотя так же, как и Каору, проник внутрь с разрешения Nerv. Наконец, после всех этих событий должны были проснуться и прибыть с Луны последние, сильнейшие 12 Ангелов, противостоять которым человечество было бы не в состоянии. В конце сериала должно было стать известно, что Nerv обладает древними руинами Арука (яп. アルカ Арука), а ООН с целью остановить последних 12 Ангелов решается свернуть проект Содействия, что вызывает их противостояние с Гэндо. В ходе этого противостояния Синдзи и прочие остаются ради Рей в институте, и на его руинах раскрываются все загадки и завершаются все драмы.
Также значительно отличался дизайн Евангелионов и их устройство. В частности, Ева-01 не захватывала S2 двигателя. Вместо этого после того, как она была захвачена Ангелом в 13-м эпизоде и серьёзно повреждена, на неё установили восстановленный позитронный двигатель Ангела. Что, впрочем, ввиду нестабильности данного двигателя, не решило до конца проблем с энергией. В сериале присутствует намёк на то, что Евангелионы имеют божественное происхождение.

### Персонажи
В описании сериала, сделанном студией Gainax до выхода сериала, кроме всего прочего, Рей описывалась как нигилистка, Синдзи — как отличник, а Аска — как любительница игр. В манге также упоминаются хорошие отметки Синдзи, а Аска впервые появляется играющей на игровых автоматах. Тем не менее в аниме эти моменты отражены были лишь частично, Аска несколько раз была замечена за игрой на приставке, а Синдзи выполнял домашнюю работу вместо того чтобы плавать в бассейне с девушками. Также несколько разошлись представления Анно и Садамото о характере главного героя. Садамото пытался передать сознание аниме-фанатов и создать чистый образ, присущий скорее женщине. При этом он видел Синдзи внешне по-детски странным, но внутри стойким и серьёзным. Анно же, наоборот, воспринимал Синдзи внешне спокойным, но сумасшедшим внутри. В результате, с точки зрения Садомото, характеры Синдзи в манге и аниме несколько разошлись.
В основу внешности Синдзи и Рей легли персонажи более ранних работ. Так, Синдзи изначально должен был иметь более длинные волосы, которые бы развевались на ветру в драматические моменты. Но результат получился слишком диким, и Садамото остановился на нынешнем варианте, взяв за основу внешности Синдзи внешность Нади из Nadia: The Secret of Blue Water. За основу же внешности Рей дизайнером была выбрана Укина из его ранней работы «Кото но Они» (яп. 孤島の鬼 Кото: но Они), написанного им для журнала Newtype. Также, на Садамото повлияла песня «Doko he Demo Ikeru Kitte» группы Kinniku Shoujo Tai, а точнее строчки «Houtai de Massiro na Shoujo» («вся белая от бинтов девушка»). Ещё до создания образа Синдзи Икари Садамото, услышав эту песню, решил нарисовать такую девочку — девочку, обречённую пилотировать робота.
Часть имён персонажей Анно позаимствовал из своей жизни. Так, «Мисато» — имя персонажа его любимой манги, а «Рицуко» — имя школьной знакомой. Некоторые фамилии являются отсылками к истории Второй мировой войны. Так, фамилия Рей Аянами — название корабля императорского флота Японии. Фамилии же Аски Сорью и Лэнгли — названия авианосца этого же флота и корабля военно-морского флота США соответственно.

## Популярность

### Сериал и фильмы
«Евангелион» начался как хорошая научная фантастика, представляющая стандартный сюжет о роботах, с ароматом иудейской и христианской религий. Благодаря качественной графике, необычной для аниме детализации произведения и достаточно точной передаче общественных проблем той эпохи, к январю 1996 года сериал заслужил славу величайшего шедевра со времён Mobile Suit Gundam. По ходу оценки реакции аудитории на развитие сюжета, автор решил полностью изменить концепцию сериала и с 16 серии отклонился от стандартного сюжета, ведущего к счастливому концу. Это вызвало волну критики со стороны аниме-фанатов, не способных вынести истории о страдающих персонажах. Шок вызвали и последние два эпизода, отбросившие все предшествующие загадки и сконцентрировавшиеся на психологии главного героя Синдзи.
В течение двух лет после своего выхода, в 1996 и 1997 году, сериал удерживал первое место в гран-при журнала Animage. В 1998 году полнометражный фильм The End of Evangelion занял в данном гран-при первое место, а Death and Rebirth — 19-е. Аниме-мир не хотел слышать ни о чём, кроме «Евангелиона». Фанаты моментально влюбились в новое спорное творение Gainax, включающее в себя уникальный дизайн боевых роботов, персонажей и загадочную историю. Возросшая популярность произведения обогнала все другие работы, включая Sailor Moon и DragonBall Z. Многие требовали признать «Евангелион» лучшим аниме из когда-либо созданных. Сериал стал центром огромных споров среди фанатов, и о нём можно услышать такие эпитеты, как «колоссальное и завершённое произведение», «наиболее спорное из когда-либо созданных» или «лучшее аниме всех времён». Своим выходом он завершил «зимнюю эру» (яп. 冬の時代 фую но дзидай) аниме-мира и послужил началом третьего аниме-бума (яп. 第三次アニメブーム). Он вновь вернул интерес к аниме у мужчин, переключившихся на игры. Фигурки Рей Аянами обрели огромную популярность, открывающая тема сериала A Cruel Angel's Thesis стала хитом, а сэйю, озвучивавшие Рей и Аску, прославились как идолы. Как утверждает директор телеканала AT-X Кэйсукэ Ивата, именно «Ева» привела к широкому распространению аниме на мировом рынке. До этого там появлялись в основном лишь такие работы, как Kinpatsu no Jeanie или Moomin, чьё действие разворачивалось за пределами Японии. И по мнению Джейсона Томпсона высказанного в его книге Manga: The Complete Guide, «Евангелион» стал одним из наиболее успешных аниме 1990-х годов. Подобный всплеск популярности крайне удивил автора сериала, Хидэаки Анно. С его точки зрения, сериал не заслуживает подобного успеха, так как все его герои больны.
Как сообщалось в Los Angeles Times в 2002 году, данному сериалу были посвящены более 800 сайтов на 12-ти языках.

По данным токийского политехнического университета на 2010 год, для мужчин в возрасте от подростков до сорока лет, «Евангелион» входит в пятёрку аниме, наиболее сильно ассоциирующихся с понятием «Cool Japan», обозначающим глобальное влияние культуры Японии. Однако, что касается девушек, для них «Евангелион» входит в эту пятёрку только среди подростков. По результатам же опроса, проведённого в 2007 году компаниями «One’s Communications» и «Otaba», сериал является вторым по популярности аниме, под впечатлением которого люди становятся отаку. Его назвали 2,7 процентов опрошенных (первое место — Gundam, набравший 3,7 процента).
По результатам опроса, проведённого журналом Animage в 2001 году, Евангелион занял третье место среди аниме, которые люди должны помнить в XXI веке. В 2007 году в опросе министерства культуры Японии «Евангелион» оказался на первом месте среди аниме всех времён. Опрос телеканала TV Asahi за 2002 год поставил «Евангелион» на 77-е место среди самых увлекательных аниме, а в 2005 году — на 22 место среди аниме, наиболее любимых японскими зрителями. В 2021 году Илон Маск включил «Евангелион» в топ-7 любимых аниме. В 2023 году Мамору Осии назвал «Еву» коммерческим и развлекательным продуктом, потому что она, как и Gundam, соответствует общественному мнению и современной атмосфере, а художественные произведения должны быть вне времени. Это похоже на разницу между исполнителями поп-музыки и классики.
Отдельные элементы сериала позднее были заимствованы для различных музыкальных композиций. Так, у группы Fightstar имеются песни, связанные с Евангелионом — «Shinji Ikari» и «Nerv/Seele». Песня «Arue» группы Bump of Chicken связана с Рей Аянами. Название и имя девушки, о которой поётся в песне, есть производное от инициалов Рей — «アルエ (Arue) → R・A → Rei・Ayanami → 綾波レイ». В альбоме «DOOR» группы «Гиннан BOYZ» имеется песня «Ано мусумэ ва Аянами Рэй га суки» (яп. あの娘は綾波レイが好き Та девушка любит Рей Аянами).

Наконец, сериалом был вдохновлён Хироюки Цутида (яп. 土田 博行 Цутида Хироюки), убивший свою мать бейсбольной битой и в 2004 осуждённый за это на 14 лет тюремного заключения. По собственному признанию, будучи под впечатлением «Евангелиона», он поверил, что люди — ненужные существа, и решил начать очищение мира от них со своей семьи.

### Серии аниме
Помимо этого, известность получили и отдельные эпизоды. В 1996 году в гран-при Animage наиболее высокую позицию среди эпизодов Евангелиона — второе место — занял девятый эпизод «Вы, оба, танцуйте, если хотите победить». Четвёртое и пятое место заняли шестой и пятый эпизоды соответственно. Первый же и восьмой — заняли 17-е и 19-е место. В 1997 году первое место гран-при журнала Animage занял 24-й эпизод «Начало и конец, или достучаться до небес». Второе место занял финальный эпизод сериала «Позаботься о себе сам». 19-й и 23-й эпизоды заняли четвёртое и шестое место. 18-й и 16-й — 13-е и 16-е место. Наконец, 20-й и 12-й эпизоды заняли 18-е и 20-е место соответственно.
В 2002 году в рейтинге телеканала TV Asahi аниме-сцен, вызвавших сильнейшие переживания, сцена, в которой Рей впервые улыбается Синдзи, заняла 14-е место. В этот рейтинг, заняв 53-е место, также вошла сцена самоуничтожения Рей. Это были единственные сцены из «Евангелиона», вошедшие в данный рейтинг.
В 2003 году та же сцена с улыбающейся Рей заняла 45-е место в рейтинге TV Asahi самых известных аниме-сцен. Сцена же самоуничтожения заняла девятое место в номинации «сцена, по впечатлениям превосходящая последний эпизод» (яп. 最終回を越える感動シーン).
Кроме того, в том же году сцена встречи Синдзи и Рей в первом эпизоде заняла 16-е место в номинации сильнейших по впечатлениям сцен первых и последних эпизодов. В этих рейтингах «Евангелион» также был представлен только сценами с участием Аянами.

### Персонажи
Два года подряд, в 1996 и 1997 году, читатели японского журнала Animage награждали Рей Аянами титулом «женский персонаж года», причём в 1996 году отрыв от второго места был двукратным. В том же году по рейтингу журнала она была признана лучшим персонажем в общей категории и удерживалась в двадцатке лучших персонажей до 1999 года, оставаясь при этом самым популярным героем «Евангелиона». В 2010 году журнал Newtype признал её самым популярным женским аниме-персонажем 90-х.

Синдзи Икари в 1996 году занял второе место среди мужских персонажей в гран-при журнала Animage и занимал в 1997 и 1998 годах первое место в той же номинации. Также с 1996 по 1998 годы удерживался в двадцатке самых популярных персонажей по рейтингу Animage. Как и в случае Рей, в 2010 году журнал Newtype признал его самым популярным мужским аниме-персонажем 90-х.

Аска Лэнгли Сорью в 1996 году по результатам гран-при журнала Animage заняла третье место, и с 1996 по 1998 годы удерживалась в двадцатке самых популярных персонажей по версии Animage.

### Музыкальные композиции
Также получили популярность отдельные музыкальные композиции. Открывающая тема сериала, A Cruel Angel's Thesis, в 1996 и 1997 годах занимала первую позицию в гран-при журнала Animage. В 2003 году, по рейтингу TV Asahi, A Cruel Angel’s Thesis заняла 18-е место в номинации «лучшая аниме-песня с 1990 года». Наконец, в 2009 году, согласно исследованию Daiichikosho Co., Ltd., A Cruel Angel’s Thesis была признана первой по популярности аниме-песней для караоке.

Закрывающая тема «Fly Me to the Moon» заняла в 1996 году 15-е место в гран-при журнала Animage и поднялась в 1997 году до 14-го места. В 1998 году «Soul’s Refrain» из Death and Rebirth заняла в том же гран-при второе место, а «THANATOS-IF I CAN’T BE YOURS-» из The End of Evangelion — четвёртое. Наконец, вышедший в 1997 году The End of Evangelion OST занял третье место в рейтинге продаж Oricon и в течение 11 лет оставался единственным аниме-альбомом, сумевшим достигнуть столь высокой отметки. Лишь в 2008 году той же отметки продаваемости смог достигнуть OST Macross Frontier.

### Прочее
Yahoo! Japan в числе известных личностей, любящих Евангелион, называла актрис Тиаки Курияму и Эрико Сато, актёра Рюхэй Мацуда, режиссёра Кацухито Исии, конферансье Кэндо Кобаяси и кикбоксера Мусаси. Также, по сообщению Mainichi Shimbun, о своём пристрастии к «Евангелиону» заявляла актриса и фотомодель Тиаки Курияма. Кроме этого, актриса Нацуки Като заявляла о том, что является фанатом Рей Аянами.

Также, в 2008 году, в передаче Амэ Агари кэсситаи но то-ку бангуми амэто-ку! телевизионной сети TV Asahi был выпуск Эвангерион гэинин (яп. エヴァンゲリオン芸人).

Кроме этого, в 2009 году, косплей Евангелиона-01 стал маскотом Комикета-76. Уэс Андерсон отметил Евангелион в числе своих любимых произведений.
Основные события сериала и Rebuild of Evangelion разворачиваются в Токио-3 — городе, расположенном в районе Хаконэ. Как сообщается Mainichi Shimbun, пользуясь наличием у Токио-3 «реального» географического положения, туристическая организация Хаконэ выпустила 11 июня 2009 года туристическую брошюру «Евангелион — карта комплементации Хаконэ» (яп. ヱヴァンゲリヲン　箱根補完マップ) под редакцией студий Gainax и Khara. В ней проводилось сопоставление сцен, показанных в Rebuild of Evangelion, и реальных мест Хаконэ.

## Связанная продукция
После своего выхода сериал пережил ряд переизданий, содержащих в себе улучшенные изображение и звук, изменения в сериях с двадцать первой по двадцать четвёртую и ряд дополнительных материалов. Вышло множество музыкальных альбомов, посвящённых как оригинальному сериалу, так и полнометражным фильмам. В дополнение к сериалу была создана серия графических альбомов, включающих в себя как изображения элементов сериала, так и информацию о истории его создания. Сериал также лёг в основу множества аниме, игр и манги по его мотивам. К 2007 году вышло до 6 тысяч разновидностей сопутствующих сериалу товаров.

## Восприятие критикой

### Сюжет
По мнению рецензента ресурса Anime Academy, «Евангелион», судя по жестоким и эффектным битвам, выглядит созданным отаку, тратившими свои дни на просмотр Mazinger Z и Macross. И сложно сдержать веселье, следя за сражением монстров и роботов, созданных под влиянием работ Го Нагаи. Как замечают рецензенты Anime News Network, в сериале также были использованы идеи более раннего аниме Patlabor, заключающиеся в том, что меха отходят на задний план, уступая место персонажам, а в отсылках на тайные исследования и использование псевдонаучного жаргона можно увидеть влияние более ранней работы Gainax, Gunbuster. В целом, по мнению рецензента журнала InterCommunication, начиная от дизайна контактных капсул и заканчивая маркой пива, «Евангелион» полон отсылками к старому аниме и научной фантастике и чрезвычайно ориентирован на отаку. Иными словами, он представляет собой мощный ремикс аниме предшествующего выходу «Евангелиона» десятилетия.
Как отмечают рецензенты Anime News Network, по прошествии времени можно взглянуть на сериал более объективно и увидеть, что он выглядит отлично и его огромное влияние неоспоримо. Хотя в сюжете есть свои неудачные моменты, в нём также множество достижений. И нет причин воздерживаться от того, чтобы сказать, что «Евангелион» одно из величайших аниме всех времён. Большая же часть отрицательных отзывов на Еву происходит из того, что зритель не любит думать.

Однако, рецензент T.H.E.M. Anime придерживается мнения, что, несмотря на общее качество произведения, такие минусы, как персонажи и содержание финальных эпизодов, не позволяет ему признать «Евангелион» лучшим из лучших. С ним соглашается рецензент «anime-planet.com», придерживающийся мнения, что, как и в случае большинства других чрезмерно расхваленных произведений, похвалы в адрес сериала являются надуманными. С его точки зрения, сериал, несомненно, достоин просмотра, но не настолько хорош, чтобы ставить его выше других.
Хотя завязка сериала является достаточно стандартной, рецензент Anime Planet отмечает, что «Евангелион» внёс новые идеи в жанр «меха». Так, с первого же эпизода зритель понимает, что «Евы» не совсем под контролем людей и нечто большее, чем кажутся на первый взгляд. То же самое можно сказать и об их противниках, Ангелах, стремящихся уничтожить человечество. Главный персонаж часто задаётся вопросом, зачем он сражается, а граница между другом и врагом пару раз становится размытой. Также, по мнению рецензента Anime News Network, уникальными на момент выхода сериала стали и вводимые в шестнадцатой серии сцены самоанализа и значительных флешбэков. Вместе с этим, по словам рецензента THEM Anime, сериал наполнен секретами настолько, насколько это только возможно, и каждую серию на каждый ответ прибавляется два-три новых вопроса, такие как вопросы о природе Ангелов и истинных мотивах Nerv и Гэндо. Это не тот сериал, эпизоды которого можно смотреть вразнобой, и разбирательство в истории составляет половину удовольствия от просмотра. Стиль же исполнения ставит разворачивающуюся драму на голову выше большинства других произведений. В итоге, с точки зрения рецензента Anime Academy, историю можно описать как смесь анализа персонажей, уроков в воскресной школе и триллера. Влияние же «Macross» и работ Го Нагаи, вкупе с редкостно впечатляющей музыкой, делает сериал воплощением мечты фанатов меха старой школы. Марк Макуильямс писал о том, что в сериале в тёмных красках изображено детское одиночество в расколотом обществе, где отец постоянно занят работой — и эта картина могла бы негативно отразиться на нервной системе детей, которые росли в Японии периода 1990-х годов.
Из минусов сюжета рецензент THEM Anime отмечает тот факт, что его основа заметно нелепа и даже отдаёт святотатством. Gainax действительно постарался сделать что-то, чего никто до него не делал, но несколько перегнул палку. И с точки зрения рецензента Anime Academy, если оставить в стороне сражения и музыку, впечатляющие моменты сведутся к немногим спокойным сценам, придающим наибольший вес сюжету. Время между изучением сознания подростков занято боями между Евами и Ангелами. Хотя они великолепны сами по себе, но заставляют вспомнить о «монстрах недели», которыми полны Sailor Moon и Power Rangers. Это делает историю тусклой и неровной. С точки зрения же рецензента Anime Planet, финальные эпизоды, отбросившие предшествующий сюжет и сосредоточившиеся на психологии Синдзи, заставляют думать, что сюжет не был нужен автору с самого начала. Хотя нет ничего плохого в том, чтобы в конце раскрыть мотивацию персонажей, взгляды авторов на это раскрытие крайне ограничены, и плюсы такого сюжетного хода не перевешивают минусы. Вместо этого следовало бы сделать продуманную концовку, связывающую между собой оборванные сюжетные линии, оставшиеся от предыдущих эпизодов.
В качестве положительных сторон раскрытия персонажей, рецензенты Anime News Network отмечают тот факт, что сериал представляет собой редкое меха-аниме, хотя и содержащее в себе гигантских роботов, но реально концентрирующееся на несчастных людях в отчаянных обстоятельствах. Его персонажи обладают таким количеством проблем, что на их фоне ваши собственные покажутся пустяком, и о сериале часто говорят: «Если вы думаете, что ваша жизнь ужасна, вам просто надо посмотреть „Евангелион“». Как отмечает рецензент Anime Planet, в данных персонажах заложена хорошая идея, и до самого конца повествования они не скатываются в штампы. Анализ и переоценка ненависти Синдзи к отцу оказываются гораздо интереснее боёв с Ангелами. Кроме этого, данное аниме — редкий случай, когда демонстрация того, как персонажи избегают контактов с другими людьми, становится гораздо более интересной, чем любая романтика. Однако, рецензент утверждает, что вызывает разочарование тот факт, что наиболее интересный, по его мнению, персонаж Рей Аянами раскрыта недостаточно полно.

Тем не менее, рецензент сайта «animeacademy.com» считает, что персонажи скучны и в сериале крайне мало того, что заставит следить за их судьбой. С точки же зрения рецензента T.H.E.M. Anime, персонажи выглядят раздражающими клише. Синдзи всегда в дурном настроении и жалеет себя. Аска всё время ведёт себя как горделивая, маленькая соплячка. А таких персонажей, как Рей, рецензент встречал и раньше и, по его мнению, Gainax не принёс в этом плане ничего нового.
В статье рецензента ANN отмечается, что сюжет сериала быстро эволюционирует в сплав философии и психологии, наполненный глубокими смыслом и символизмом, частым использованием религиозных символов, метафор и технического жаргона и, по мнению рецензента сайта animeacademy.com, именно это приносит сериалу и полнометражным фильмам заслуженную популярность среди фанатов. Редкое аниме разбирает психологию персонажей и сопровождает это множеством отсылок к религии. Чтобы по-настоящему насладиться происходящим, как утверждается в рецензии, необходимо иметь некоторые познания в христианстве и интерес к психологии. Тем же, кто смотрит аниме лишь ради боевых роботов, будет интересно лишь начало сериала.

Однако, как отмечается другим рецензентом того же сайта, несмотря на то, что символизм «Евангелиона» годами был почвой для дискуссий, реально он не играет в сюжете никакой важной роли. Фактически большая его часть была добавлена лишь потому, что это выглядело круто. Одновременно с этим сериал наполнен таким количеством псевдонаучного жаргона, что зритель перестаёт понимать, что происходит на экране. По мере развития сюжета вводятся двусмысленные описания происходящего, проистекающие из лени сценаристов. И хотя сюжет включает в себя моменты, которые должны заставить задуматься о психологии травмированных подростков, подано это так, что скорее заставляет зрителя злиться.
Отмечается сходство с Евангелионом некоторых более поздних работ. Так, обозреватель Anime News Network считает, что аниме RahXephon всегда будут сравнивать с Евангелионом. В другой рецензии ANN Евангелион называется основой, послужившей для создания Martian Successor Nadesico. Используемые в сериале Dual! Parallel Trouble Adventure меха выглядят и движутся точно так же, как и Евангелионы. О сериале Gasaraki в рецензии сайта ex.org говорится, что, вводя религиозный подтекст, он идёт по стопам «Евангелиона». Дизайн же персонажей напоминает отчасти «Евангелион», отчасти Mobile Suit Gundam Wing. Так, Михару, особенно в контактном комбинезоне, похожа на клон Рей Аянами.

### Технические детали
Из положительных моментов графического оформления рецензенты Anime News Network отмечают дизайн боевых роботов. С их точки зрения, он наиболее выделяющийся среди прочих произведений. Они выглядят гибкими, проворными, ужасающими монстрами. Примечателен и дизайн персонажей, нарисованных скорее сексуальными, чем милыми. Пропорции же их глаз значительно ближе к реальным, чем в большинстве других меха-аниме. Хотя в «Евангелионе» не составит труда обнаружить фансервис, он никогда не появляется в серьёзных моментах, таких как сцены с Синдзи, говорящим себе «не убегать!». Несомненно, в серьёзных сценах можно увидеть, например, обнажённую Рей в стеклянной капсуле, но это представлено художественно и без чрезмерного акцента на бюсте.

С другой стороны рецензент Anime News Network подчёркивает, что хотя технические и артистические заслуги сериала хороши, по современным стандартам они уже не представляют собой чего-либо выдающегося. Несмотря на хорошую проработку анимации, «Евангелион» пользуется дурной славой за использование таких приёмов, как персонажи, говорящие в то время, когда их рот не виден. На фоне более поздних произведений, активно использующих компьютерную графику, подобные приёмы могут выглядеть несколько устаревшими, но во времена «Евангелиона» они были широко распространены. В то же время рецензент anime-planet.com отмечает, что, хотя в «Евангелионе» и есть великолепные пейзажи, качественно анимированы только бои с Ангелами.
В рецензиях также говорится, что «Евангелион» никогда не испытывал недостатка в эффектной, качественной музыке. Хотя она часто повторяется, особенно в боях с Ангелами, но всегда к месту и хорошо передаёт чувство опасности. Она привлекательна и всегда подходит к настроению происходящего на экране. К месту оказывается и включение «Оды к радости» Бетховена в сцену боя с последним Ангелом. Наконец, заслуживает уважения открывающая тема сериала A Cruel Angel’s Thesis, представляющая собой действительно качественное музыкальное произведение, что редкость для современного аниме. Она по-прежнему остаётся одной из лучших открывающих тем из когда-либо существовавших.

## Награды
Сериал
- 1996 год — Евангелион: Animation Kobe[102]. Первое место в «Аниме-Гран-при» журнала Animage[49].
- 1997 год — Nihon SF Taisho Award[103]. «Excellence Prize», на Japan Media Arts Festival[104]. Japan Record Award награда за планирование (яп. 企画賞)[105]. Первое место в «Аниме-Гран-при» журнала Animage[50].
- 2006 год — Нихон но мэдиа гэидзюцу 100 сэн[яп.] (яп. 日本のメディア芸術100選), первое место в секции анимации. В данном конкурсе отбиралась сотня работ за последние 50 лет, оставивших наибольшее впечатление[106][107].

Фильмы
- 1997 год — Death and Rebirth, The End of Evangelion Animation Kobe специальная награда (яп. 会場特別賞)[102].
- 1998 год — «Конец Евангелиона», награда Japan Academy Prize, секция Popularity Award[108].
- 2008 год — награда JASRAC[яп.], второе место за фоновую музыку[109].
- 2009 год — портал IGN.com разместил «Евангелион» на 10 месте в списке «100 лучших анимационных сериалов», это самая высокая позиция, занятая аниме в этом списке[110].

Игры
- 1997 год — Girlfriend Of Steel: Animation Kobe[102].